# Даскіл (батько Гігеса)
Даскі́л (дав.-гр. Δάσκυλος) — персонаж давньогрецької міфології, лідійський аристократ, батько першого лідійського царя Гігеса. Ймовірно походив з Ксанфа.